# Тімоніно
Тімоніно (рос. Тимонино) — село Клинського району Московської області, входить до складу міського поселення Високовськ.
Станом на 2010 рік населення становило 19 чоловік. 
Російською — Тимонино.